# ارديت ارحمد (مرباط)
ارديت ارحمد منطقة سكنية تقع في ولاية مرباط، التابعة لمحافظة ظفار في سلطنة عمان. يقدر عدد سكانها بـ 153 نسمة حسب إحصاء عام 2010 التابع للمركز الوطني للإحصاء والمعلومات الحكومي. رمز المنطقة هو 20340145.

## الوصلات الخارجية
- المركز الوطني للإحصاء والمعلومات، سلطنة عمان